# زاغ درختی دم‌دندانه‌ای
زاغ درختی دم‌دندانه‌ای(نام علمی: Temnurus temnurus) نام یک گونه از تیره کلاغیان است.